# ZNF705G
ZNF705G (англ. Zinc finger protein 705G) – білок, який кодується однойменним геном, розташованим у людей на 8-й хромосомі. Довжина поліпептидного ланцюга білка становить 300 амінокислот, а молекулярна маса — 34 765.
| 10         |  | 20         |  | 30         |  | 40         |  | 50         |
| ---------- |  | ---------- |  | ---------- |  | ---------- |  | ---------- |
| MHSLKKLTFE |  | DVAIDFTQEE |  | WAMMDTSKRK |  | LYRDVMLENI |  | SHLVSLGYQI |
| SKSYIILQLE |  | QGKELWREGR |  | VFLQDQNPNR |  | ESALKKTHMI |  | SMHPITRKDA |
| STSMTMENSL |  | ILEDPFECND |  | SGEDCTRSST |  | ITQCLLTHSG |  | KKPYVSKQCG |
| KSLRNLLSTE |  | PHKQIHTKGK |  | SYQCNLCEKA |  | YTNCFHLRRH |  | KMTHTGERPY |
| ACHLCRKAFT |  | QCSHLRRHEK |  | THTGQRPYKC |  | HQYGKVFIQS |  | FNLQRHERTH |
| LGKKCYECDK |  | SGKAFSQSSG |  | FRGNKIIHTG |  | EKPHACLLCG |  | KAFSLSSNLR |
|            |  |            |  |            |  |            |  |            |

A: Аланін

C: Цистеїн

D: Аспарагінова кислота

E: Глутамінова кислота

F: Фенілаланін

G: Гліцин

H: Гістидин

I: Ізолейцин

K: Лізин

L: Лейцин

M: Метіонін

N: Аспарагін

P: Пролін

Q: Глутамін

R: Аргінін

S: Серин

T: Треонін

V: Валін

W: Триптофан

Задіяний у таких біологічних процесах, як транскрипція, регуляція транскрипції. 
Білок має сайт для зв'язування з іонами металів, іоном цинку, ДНК. 
Локалізований у ядрі.